# Байрамян Хорен Робертович
Хорен Байрамян (вірм. Խորեն Ռոբերտի Բայրամյան, нар. 7 січня 1992, Тавуш, Вірменія) — вірменський футболіст, вінгер російського клубу «Ростов» і національної збірної Вірменії.

## Кар'єра

### Клубна

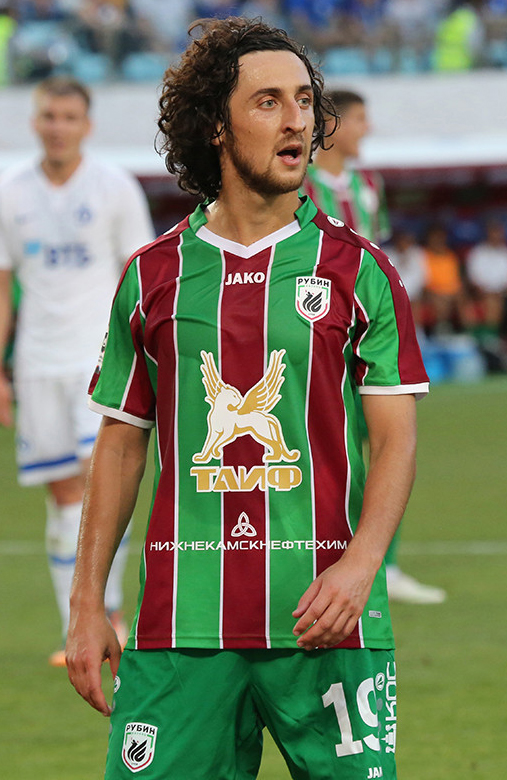
Байрамян у складі «Рубіна»

Хорен Байрамян є випускником Ростовського обласного училища олімпійського резерву. Після закінчення училища  він приєднався до клубу «Ростов», де починав грати у молодіжній команді. У 2011 році Байрамян дебютував у першій команді ростовців.
Після цього футболіст тричі на правах оренди грав за інші команди - волгоградський «Ротор», астраханський «Волгар» і казанський «Рубін».
З 2019 року Байрамян є гравцем основного складу «Ростова».

### Збірна
З 2011 року Хорен Байрамян грав за юнацькі та молодіжну збірні Росії. Влітку 2020 він прийняв пропозицію вірменської Федерації і вже у вересні того року у матчі Ліги націй проти команди Північної Македонії Байрамян дебютував у складі збірної Вірменії.
Свій перший гол за збірну Байрамян забив у жовтні у ворота команди Грузії.

## Особисте життя
Молодший брат Хорена Левон Байрамян також футболіст і грає у другій команді «Краснодару».